# Third Day
„Търд Дей“ е християнска рок група, създадена в гр. Мариета, щата Джорджия, САЩ през 1990-те години.
Бандата е основана от вокалиста Мак Пауел, китариста Марк Лий и бившия член Били Уилкинс. Останалите членове на групата са басистът Тай Андерсън и барабанистът Дейвид Кар.
Името на групата е препратка към библейските свидетелства за възкресението на Исус от мъртвите на третия ден след неговото разпятие.
Групата е приета в Музикалната зала на славата на Джорджия на 19 септември 2009 г.

## Награди

### Американски музикални награди
- 2008 Американска музикална награда за предпочитан съвременен вдъхновяващ артист на годината

### Награди „Грами“
- 2002 Награда Грами за най-добър рок госпъл албум на годината за Come Together
- 2005 Награда Грами за най-добър рок госпъл албум на годината за Wire
- 2007 Награда Грами за най-добър поп/съвременен госпъл албум на годината за Wherever You Are
- 2010 Награда Грами за най-добър рок и рап госпъл албум на годината за Live Revelations